# Palazzo di Giustizia (Napoli)
Il Palazzo di Giustizia di Napoli è un edificio, composto da tre torri, ubicato nelle adiacenze del Centro direzionale di Napoli, di cui non fa parte.
L'edificio ospita il Tribunale di Napoli, la Corte d'Appello, la Procura della Repubblica, la Procura Generale della Repubblica, il Tribunale di Sorveglianza, l'ufficio UNEP ed il settore penale dell'ufficio del Giudice di Pace.

## Storia
Prima della realizzazione dell'edificio, gli uffici giudiziari del napoletano avevano sede in oltre trenta edifici diversi: si ritenne quindi necessario riunire i principali uffici giudiziari in un'unica sede già nel 1957, quando venne promulgata la legge 25 aprile 1957, n. 309 che prevedeva l'ampliamento della sede del Tribunale di Napoli, allora Castel Capuano. Nel 1966, un'ulteriore legge prevedeva la costruzione del Nuovo Palazzo di Giustizia di Napoli, in un'area ancora da stabilire.
Per la costruzione della cittadella giudiziaria fu fissato, nel 1970, un limite di spesa pari a 16 miliardi di lire.
Nel 1980, quindi, inizio la costruzione del palazzo, interrotta immediatamente dal terremoto in Irpinia e, nel 1990, da un incendio doloso che fu definito come il più grande rogo mai divampato in Italia.
L'edificio prese piena funzionalità a partire dal 6 novembre 1995, con lo spostamento dei processi da Castel Capuano alla nuova cittadella giudiziaria.
La realizzazione del Palazzo si deve a Mededil, società del gruppo IRI-Italstat che ha peraltro costruito l'intero centro direzionale.

## Caratteristiche
L'edificio, tra i principali del centro direzionale, ha l'ingresso principale in Piazza Cenni, è inoltre accessibile al pubblico l'ingresso di Piazza Porzio; gli ingressi di via Grimaldi e via Aulisio sono invece riservati. In tutto il palazzo, infatti, sono previsti percorsi diversi per il personale giudiziario e per avvocati e pubblico in generale.
Il corpo principale è composto da tre torri, A, B e C, di altezza variabile tra i 70 e i 110 metri, a cui sono affiancati due corpi secondari con altezza di 41 e 44 metri.
A quota 18 metri le tre torri sono collegate da un grande spazio, denominato "piazza coperta".